# Флавій Оптат
Флавій Прокул Оптат (*Flavius Optatus, д/н — 337) — державний діяч часів пізньої Римської імперії.

## Життєпис
Походив з середніх верств суспільства. Був одружений зі зведеною сестрою майбутнього імператора Костянтина I. Спочатку діяв як вчитель риторики. Потім був наставником Ліцинія Молодшого, сина імператора Ліцинія. Після загибелі останнього у 324 році зробив гарну кар'єру за імператора Костянтина, що об'єднав імперію. Цьому сприяла дружина Оптата: він здобув неабиякі статки, ставши значним сановником. Одним з перших дістав посаду патриція, тобто найвищого військовика імперії.
У 334 році стає консулом (разом з Цезонієм Нікомахом Аніцієм Пауліном Гонорієм). Втім, невдовзі після смерті імператора у 337 році загинув під час заколоту легіонерів, які поставили імператором синів Костянтина.